# Arthur Holland
Arthur Holland (* 26. November 1916; † 19. März 1987 in Radcliffe) war ein englischer Fußballschiedsrichter.

## Sportlicher Werdegang
Holland wurde ab Ende der 1940er Jahre zunächst als Linienrichter in den Spielklassen der Football League sowie des FA Cup eingesetzt, ehe er ab 1951 als Hauptschiedsrichter auf dem Spielfeld stand. Dabei avancierte er im Laufe des Jahrzehnts zu einem der führenden Schiedsrichter Englands, damit durfte er einerseits 1958 das Aufeinandertreffen der Wolverhampton Wanderers und Bolton Wanderers im Spiel um den Charity Shield sowie 1959 das im Wembley-Stadion ausgetragene Finalspiel um den FA Amateur Cup zwischen Crook Town und dem FC Barnet pfeifen und andererseits rückte er in den Kreis der internationalen Spielleiter auf. Im November 1959 feierte er beim 3:2-Erfolg Irlands über Vizeweltmeister Schweden sein Länderspieldebüt und war kurze Zeit später bei Pflicht- und Wettbewerbsspielen im Rahmen der Qualifikation für die WM-Endrunde 1962, der British Home Championship und der Nordischen Meisterschaft auf Nationalmannschaftsebene ebenso unterwegs wie bei internationalen Spielen von Vereinsmannschaften im Europapokal der Landesmeister. 
Im Europapokal der Landesmeister 1962/63 leitete Holland das erstmals im Wembley-Stadion ausgetragene Finalspiel, die AC Mailand holte trotz zwischenzeitlichem Rückstand nach einem Treffer von Eusébio durch einen Doppelpack von José Altafini mit einem 2:1-Erfolg gegen Titelverteidiger Benfica Lissabon erstmals den Titel. Im folgenden Jahr pfiff er zunächst Anfang Mai das Endspiel um den FA Cup 1963/64, bei dem West Ham United – damit für den Europapokal der Pokalsieger 1964/65 qualifiziert, den die englische Mannschaft im Wembley-Stadion gegen TSV 1860 München gewinnen sollte – gegen Preston North End mit einem 3:2-Sieg den Titel holte. Am 21. Juni folgte das nächste Finale unter seiner Leitung, als er das Endspiel um den Europapokal der Nationen – später als Europameisterschaft 1964 bezeichnet – zwischen Gastgeber Spanien und Titelverteidiger Sowjetunion pfiff. Im Estadio Santiago Bernabéu holte sich  der spätere Rekordtitelträger Spanien mit einem 2:1-Sieg erstmals den Titel. Dieses Spiel war Hollands zehnter und letzter Länderspieleinsatz.